# Расселлвіль (Кентуккі)
Расселлвіль (англ. Russellville) — місто (англ. city) в США, в окрузі Лоґан штату Кентуккі. Населення — 7164 особи (2020).

## Географія
Расселлвіль розташований за координатами 36°50′22″ пн. ш. 86°53′44″ зх. д. / 36.83944° пн. ш. 86.89556° зх. д. (36.839518, -86.895579).  За даними Бюро перепису населення США в 2010 році місто мало площу 27,87 км², з яких 27,80 км² — суходіл та 0,06 км² — водойми.

## Демографія
Згідно з переписом 2010 року, у місті мешкало 6960 осіб у 2905 домогосподарствах у складі 1836 родин. Густота населення становила 250 осіб/км².  Було 3356 помешкань (120/км²).
Расовий склад населення:
| - 78,1 % — білих - 15,9 % — чорних або афроамериканців - 0,4 % — азіатів - 0,3 % — корінних американців - 0,1 % — вихідців з тихоокеанських островів - 2,8 % — осіб інших рас |

До двох чи більше рас належало 2,5 %. Частка іспаномовних становила 4,2 % від усіх жителів.
За віковим діапазоном населення розподілялося таким чином: 23,8 % — особи молодші 18 років, 57,5 % — особи у віці 18—64 років, 18,7 % — особи у віці 65 років та старші. Медіана віку мешканця становила 40,7 року. На 100 осіб жіночої статі у місті припадало 89,7 чоловіків;  на 100 жінок у віці від 18 років та старших — 85,9 чоловіків також старших 18 років.
Середній дохід на одне домашнє господарство  становив 39 479 доларів США (медіана — 30 743), а середній дохід на одну сім'ю — 46 683 долари (медіана — 38 715). Медіана доходів становила 26 230 доларів для чоловіків та 26 575 доларів для жінок. За межею бідності перебувало 27,4 % осіб, у тому числі 46,0 % дітей у віці до 18 років та 16,0 % осіб у віці 65 років та старших.
Цивільне працевлаштоване населення становило 2236 осіб. Основні галузі зайнятості: роздрібна торгівля — 25,3 %, освіта, охорона здоров'я та соціальна допомога — 21,3 %, виробництво — 15,1 %, мистецтво, розваги та відпочинок — 10,0 %.